# 體育中心站 (日本)
體育中心站（日语：／ Spōtsu-sentā eki */?）是一個位於日本千葉縣千葉市稻毛區天台六丁目，屬於千葉都市單軌電車2號線的高架單軌電車車站。車站編號是CM08。

## 歷史
- 1988年（昭和63年）3月28日：開業。
- 2009年（平成21年）3月14日：引入PASMO。

## 車站構造
此站是對向式月台2面2線的高架車站。

### 月台配置
| 月台 | 路線  | 目的地           | 備註                            |
| ---- | ----- | ---------------- | ------------------------------- |
| 1    | 2號線 | 都賀、千城台方向 |                                 |
| 2    | 2號線 | 千葉、千葉港方向 | 往千葉港方向途經千葉站直通1號線 |

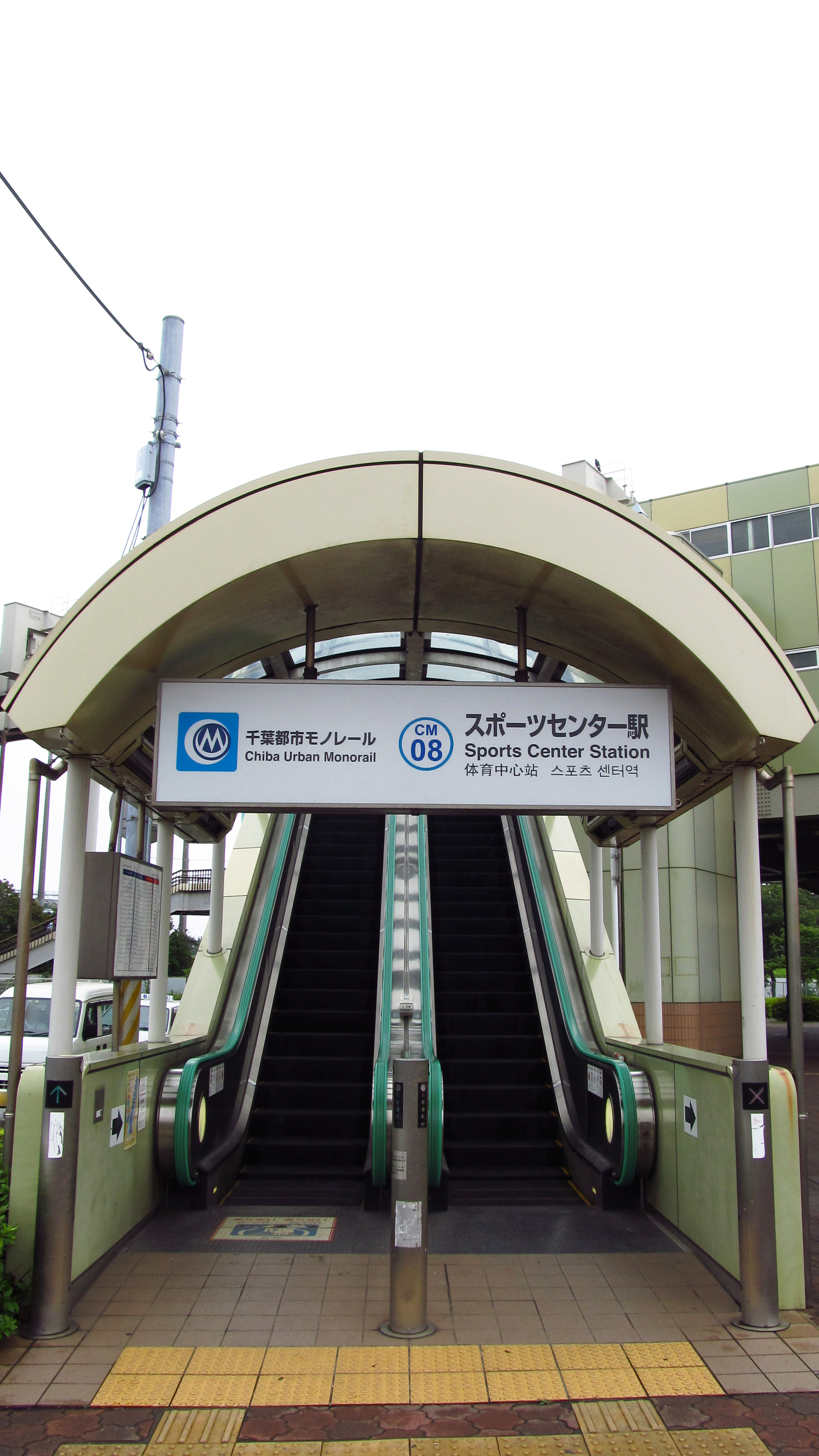
西側出入口（2019年7月1日）
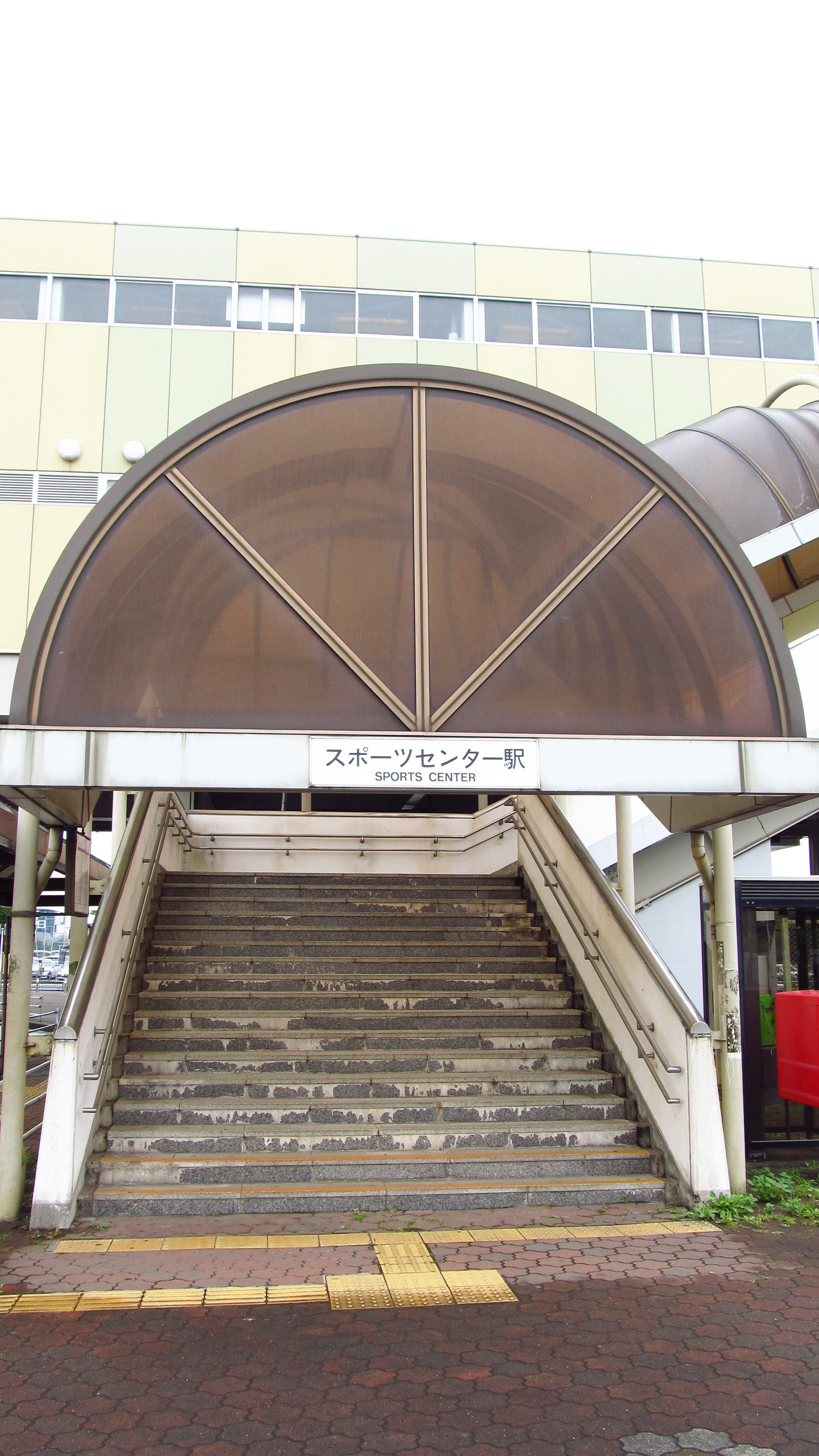
東側出入口（2019年7月1日）
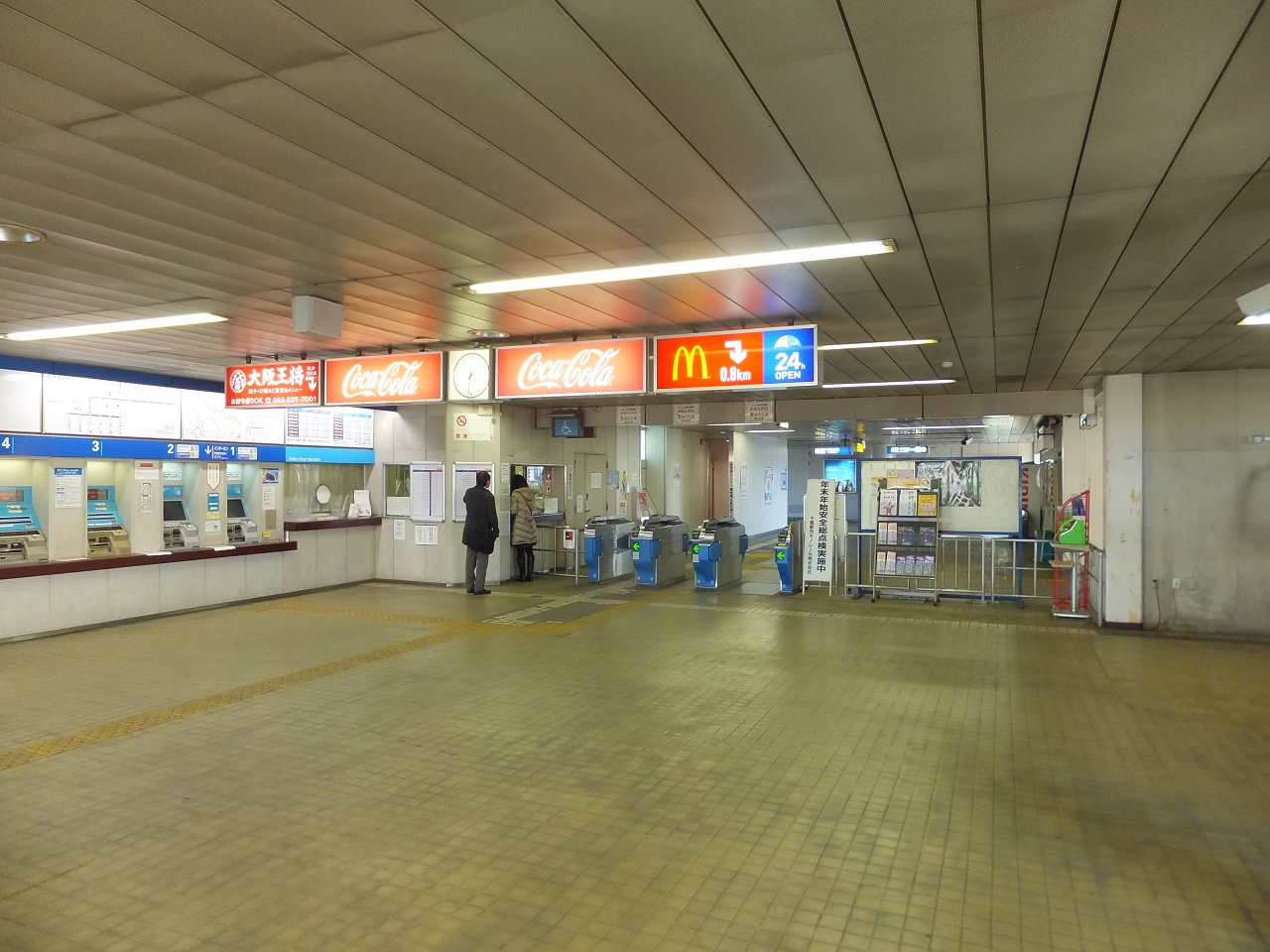
閘口（2011年12月15日）
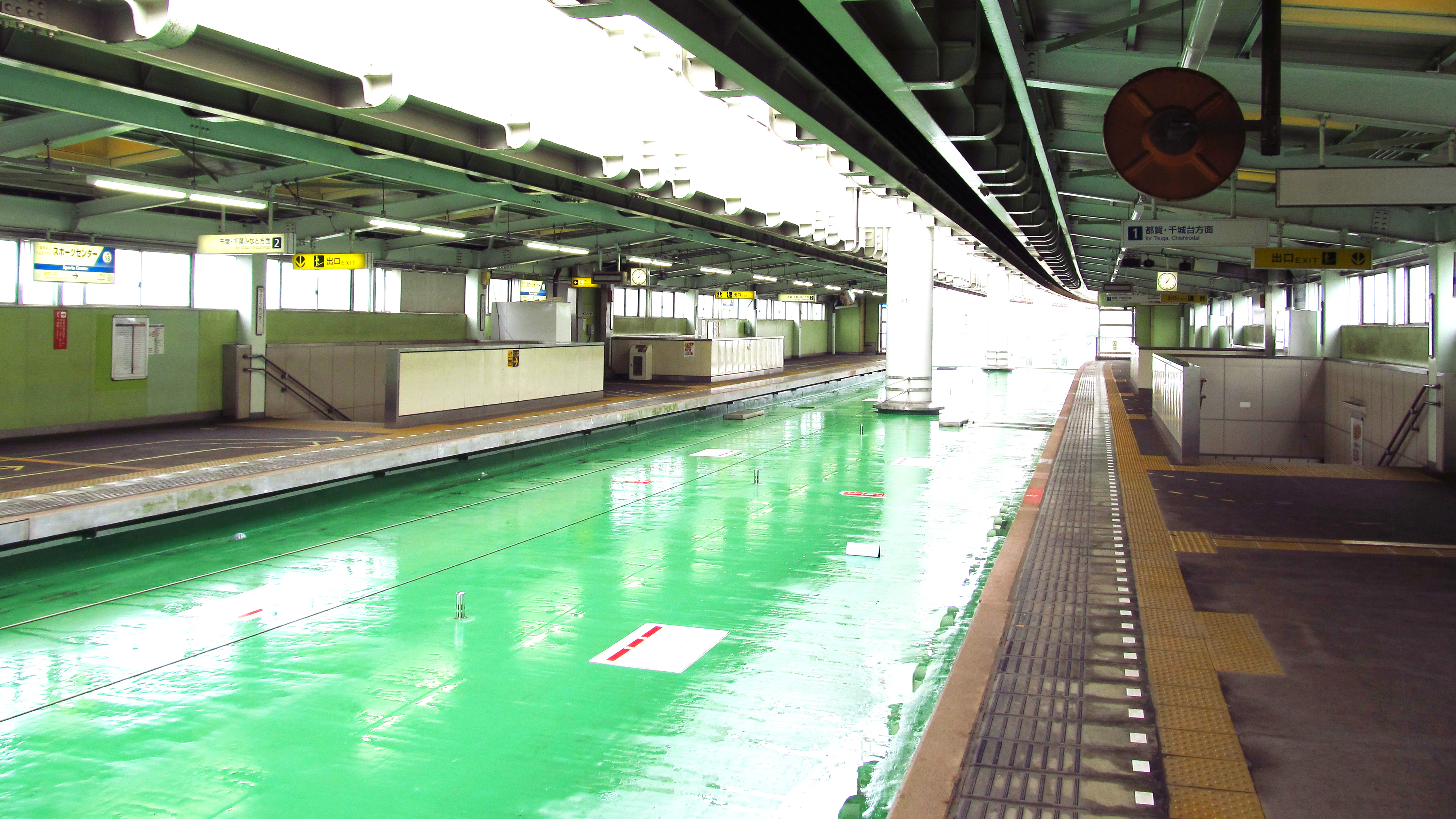
1號月台（2019年7月1日）
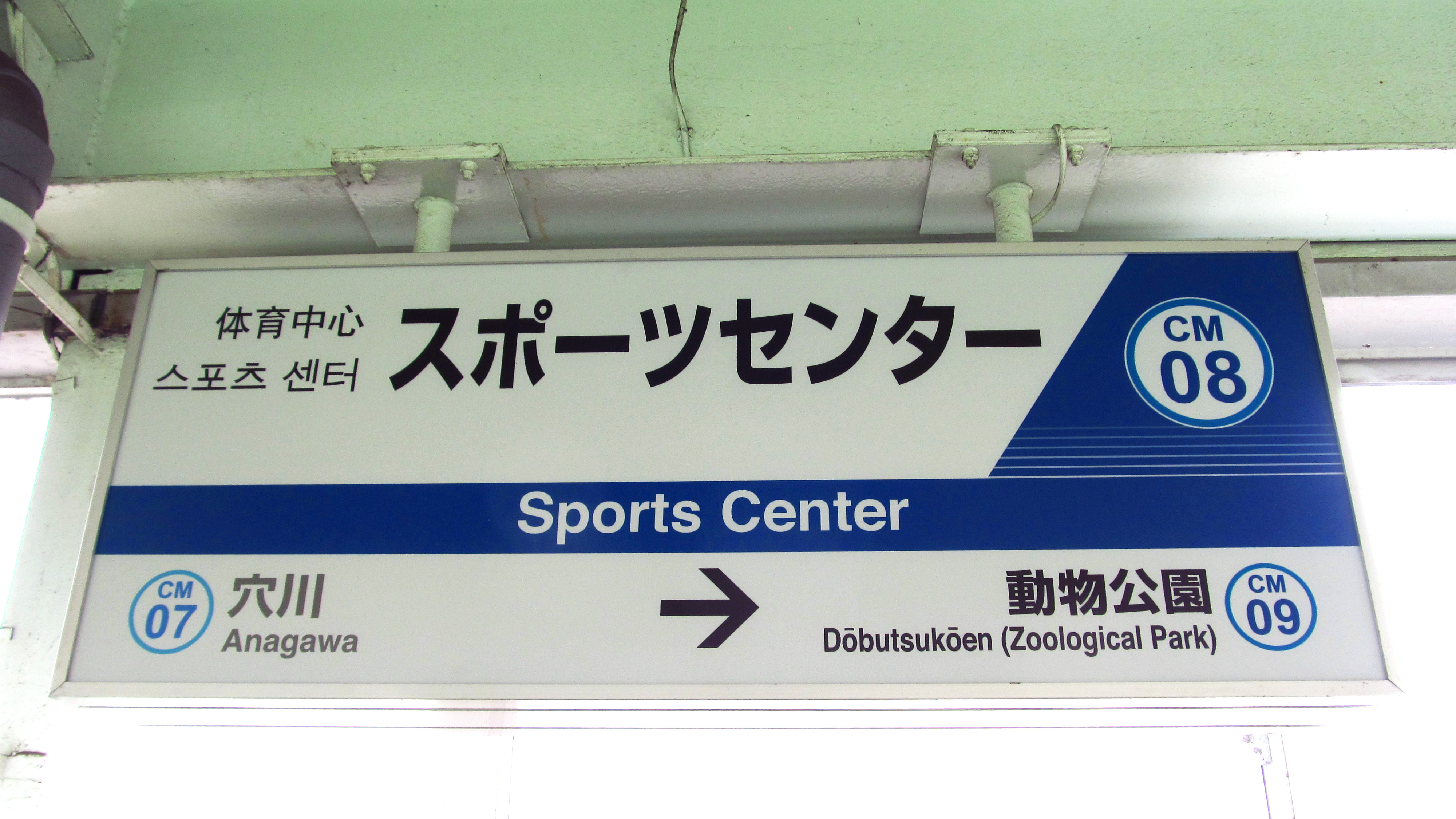
1號月台站名牌（2019年7月1日）

## 使用情況
2017年度1日平均上車人次為2,618人。千葉都市單軌電車18個車站當中排行第5位。
近年1日平均上車人次推移如下表。
| 年度   | 千葉都市單軌電車 |
| ------ | ---------------- |
| 1999年 | 2,595            |
| 2000年 | 2,530            |
| 2001年 | 2,482            |
| 2002年 | 2,453            |
| 2003年 | 2,432            |
| 2004年 | 2,286            |
| 2005年 | 2,430            |
| 2006年 | 2,420            |
| 2007年 | 2,432            |
| 2008年 | 2,383            |
| 2009年 | 2,409            |
| 2010年 | 2,463            |
| 2011年 | 2,305            |
| 2012年 | 2,443            |
| 2013年 | 2,450            |
| 2014年 | 2,401            |
| 2015年 | 2,464            |
| 2016年 | 2,443            |
| 2017年 | 2,618            |

## 相鄰車站
千葉都市單軌電車
 2號線
穴川（CM07）－體育中心（CM08）－動物公園（CM09）

## 外部連結
- 千葉都市單軌電車 體育中心站 （页面存档备份，存于）